# Тегермен-Сай
Тегермен-Сай (кирг. Тегирмен-Сай) — село в Аксыйском районе Джалал-Абадской области Кыргызстана. Входит в состав Авлетимского айылного аймака.

## География
Село расположено в южной части области, на берегах реки Афлатун (правый приток реки Кара-Суу), на расстоянии приблизительно 22 километров (по прямой) к северо-востоку от города Кербен, административного центра района.

## Население
Согласно оценочным данным Национального статистического комитета Кыргызской Республики, численность населения села на начало 2023 года составляла 565 человек.
| год     | 2009 | 2014 | 2015 | 2020 | 2021 | 2023 |
| ------- | ---- | ---- | ---- | ---- | ---- | ---- |
| человек | 451  | 929  | 571  | 622  | 631  | 565  |